# Tülay Günal
Tülay Günal (Kastamonu, Turska - 1970.) turska je glumica i pjevačica. Najpoznatija je po ulozi Süheyle u televizijskoj seriji Asi.

## Filmografija

### Televizijske serije
- Asi (2007.) kao Süheyla
- Yuvadan Bir Kuş Uçtu (2003.) kao Sevgül

### Filmovi
- Küçük Günahlar (2010.)
- Sis ve Gece (2006.) kao Melike